# McLaren MCL60
O McLaren MCL60 é o modelo de carro de corrida construído pela equipe McLaren para disputar o Campeonato Mundial de Fórmula 1 de 2023, pilotado por Lando Norris e Oscar Piastri.